# Circuito di Estoril
Il circuito di Estoril (in portoghese Autódromo do Estoril, denominato ufficialmente Autódromo Fernanda Pires da Silva) è un circuito automobilistico e motociclistico del Portogallo, situato nella freguesia di Alcabideche nel municipio di Cascais. 
Il circuito è stato costruito nel 1972, su un altopiano nella freguesia di Alcabideche a circa 9 km da Estoril, su iniziativa dell'imprenditrice Fernanda Pires da Silva, che, insieme all'architetto brasiliano Ayrton Lolô Cornelsen, ha ideato la pista dell'Estoril e gli ha dato il nome, lottando contro tutto e tutti per erigerlo, nel 1972, nei terreni acquistati dall'amico Lúcio Tomé Feteira. L'autodromo era il più grande circuito del Portogallo fino alla costruzione dell'Autódromo Internacional do Algarve nel 2008. La pista misura 4,36 chilometri e possiede 13 curve.
Il circuito di Estoril ha ospitato tredici edizioni del Gran Premio del Portogallo di Formula 1 (dal 1984 al 1996), tredici del Gran Premio del Portogallo del Motomondiale (dal 2000 al 2012) e sei del Gran Premio di superbike dell'Estoril (nel 1988, nel 1993, dal 2020 al 2022 e dal 2024 ). Nel corso degli anni, Estoril ha avuto numerosi problemi di sicurezza, non superando l'ispezione sulla sicurezza in più di un'occasione. Dopo la morte di Ayrton Senna al Gran Premio di San Marino del 1994, è stata aggiunta una chicane che ha aumentato la lunghezza del circuito a 4,360 km.  Dopo il 1996 la pista ha subìto alcune modifiche di rilievo: le prime due curve sono state sensibilmente rallentate (in particolare la prima, che in origine era una velocissima piega a destra, è stata trasformata in una curva da prima marcia), l'uscita della corsia box ora si ricongiunge alla pista dopo la prima curva (prima ci si immetteva in pista ancora sul rettilineo box), la chicane inserita nel 1994 è stata leggermente allargata per velocizzarla ed infine l'ultima curva, la velocissima piega verso destra dove Jacques Villeneuve fu protagonista di un sorpasso su Michael Schumacher nel 1996, è stata "anticipata" al fine di creare una sufficiente via di fuga (ora la curva non si percorre più così velocemente come prima).
Estoril è stata eliminata dal calendario della F1 per la stagione 1997, ma ha continuato ad ospitare eventi di alto livello di monoposto, auto sportive e auto da turismo, tra cui il Campionato GT FIA, il DTM e la World Series by Renault. Una nuova ridisegnazione della curva della parabolica, che ha visto la sua lunghezza ridotta a 4,182 km, è stata implementata nel 2000 al fine di ottenere l'omologazione della FIM.
Nel marzo del 2012 è stata corsa l'ultima gara di Moto GP, la crisi economica e la vicinanza con la Spagna che ha quattro GP, oltre alla concorrenza con il circuito di Portimão, hanno di fatto cancellato questa tappa dal mondiale.
Nel luglio 2015, il Consiglio comunale di Cascais ha annunciato l'acquisizione della società di gestione - Circuito do Estoril, SA - dallo Stato per 4,92 milioni di euro, ma l'operazione è stata respinta dalla Corte dei conti nel febbraio 2016 e non si concretizzò in quanto non considerato "adeguato alle attribuzioni dei comuni".

## Mappe del circuito

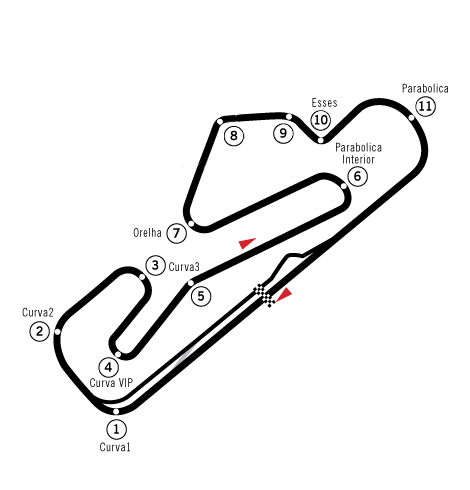
La configurazione di 4.350 metri utilizzata dal 1984 al 1993
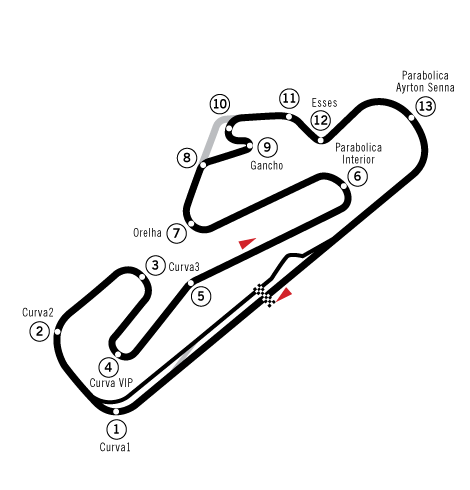
La configurazione di 4.360 metri utilizzata dal 1994 al 1996